# L'Abbaye de Jumièges
L'Abbaye de Jumièges este o arie protejată (sit de importanță comunitară — SCI) din Franța întinsă pe o suprafață de 0,07 ha, integral pe uscat.

## Localizare
Centrul sitului L'Abbaye de Jumièges este situat la coordonatele 49°25′54″N 0°49′14″E / 49.43167°N 0.82056°E.

## Înființare
Situl L'Abbaye de Jumièges a fost declarat arie specială de conservare în baza directivei 92/43 din 1992 referitoare la conservarea habitatelor naturale și a faunei și florei sălbatice pentru a proteja 3 specii de animale.

## Biodiversitate
Situată în ecoregiunea atlantică, aria protejată nu include niciun habitat protejat.
La baza desemnării sitului se află mai multe specii protejate de  mamifere (3): liliac cărămiziu (Myotis emarginatus), liliac comun (Myotis myotis), liliacul mare cu potcoavă (Rhinolophus ferrumequinum).
Pe lângă speciile protejate, pe teritoriul sitului au mai fost identificate 1 specie de mamifere.